# Bernhard Friedrich von Krosigk
Bernhard Friedrich von Krosigk (21 tháng 12 năm 1837 tại Merbitz – 7 tháng 4 năm 1912 tại Fürstenwalde) là người mang quyền thừa kế (Fideikommissherr) điền trang Merbitz, Thiếu tướng và thành viên Viện Đại biểu Phổ. Ông đã từng tham gia ba cuộc chiến tranh thống nhất nước Đức kể từ năm 1864 cho đến năm 1871.

## Tiểu sử

### Thân thế
Bernhard Friedrich sinh vào tháng 12 năm 1837, trong gia đình quý tộc cổ Krosigk. Ông là con trai thứ ba của Karl Gebhard Anton von Krosigk (19 tháng 1 năm 1806 tại Kähnert – 23 tháng 7 năm 1886 tại Wendelstein), một cựu Trưởng quan kỵ binh, với vợ ông này là Emma, nhũ danh von der Marwitz (24 tháng 9 năm 1811 tại Schönberg – 8 tháng 4 năm 1878 tại Wendelstein).

### Sự nghiệp quân sự
Krosigk ban đầu học ba khóa Luật tại Đại học Halle và tại đây ông là thành viên của Liên đoàn Sinh viên Marchia Halle. Vào ngày 24 tháng 6 năm 1859, ông gia nhập Đại đội Thay phiên (Ersatzkompanie) trong Tiểu đoàn Jäger số 4 của quân đội Phổ với vai trò là lính tình nguyện một năm và vào ngày 1 tháng 8 năm 1859 ông được đổi sang Trung đoàn Bộ binh số 32. Tại đây, ông được phong Cấp hàm Chuẩn úy vào ngày 19 tháng 9 năm 1860. Tiếp theo đó, tháng 6 năm 1861, Krosigk gia nhập vào Tiểu đoàn Jäger số 3, rồi được thăng quân hàm Thiếu úy hai tháng sau. Với tiểu đoàn này, ông đã tham gia cuộc Chiến tranh chống Đan Mạch năm 1864, chiến đấu trong các trận đánh ở Rackebüll và Osterdüppel cùng với Trận đột chiếm pháo đài Düppel ngày 18 tháng 4, sau đó tham gia trận đổ bộ chiếm đảo Alsen ngày 29 tháng 6. Năm sau (1865), ông trở thành sĩ quan phụ tá tiểu đoàn vào tháng 10. Trên cương vị này, ông đã tham gia chiến đấu trong các trận đánh ở Münchengrätz ngày 28 tháng 6 và Königgrätz ngày 3 tháng 7.
Trong cuộc Chiến tranh Pháp-Đức (1870 – 1871), Krosigk đã tham gia đánh trận Spicheren vào ngày 6 tháng 8 và được tặng thưởng Huân chương Thập tự Sắt hạng II nhờ đóng góp của ông trong trận chiến. Sau khi tham chiến trong trận Mars-la-Tour vào ngày 16 tháng 8 năm 1870, ông được trao tặng Huân chương Thập tự Sắt hạng I. Vào tháng 7 năm 1871, ông được đổi sang Trung đoàn Phóng lựu Hộ vệ 8 "Vua Friedrich Wilhelm III" (1 Brandenburg). Năm sau (1873), ông lên chức Đại úy và Đại đội trưởng trong Trung đoàn Bộ binh Cận vệ 2, sau đó được bổ nhiệm làm Tư lệnh Trường Hạ sĩ Jülich đồng thời với việc chuyển vào Trung đoàn Phóng lựu Cận vệ 1 Hoàng đế Alexander. Ông trở thành Tư lệnh Trường Hạ sĩ Biebrich vào năm 1883, và về sau ông được lãnh chức Chỉ huy trưởng Tiểu đoàn Jäger số 3. Vào năm 1891, Krosigk được thăng chức Đại tá và Chỉ huy trưởng Trung đoàn Phóng lựu Hộ vệ 8 "Vua Friedrich Wilhelm III" (1 Brandenburg). Ba năm sau (1894), ông lâm bệnh nên buộc phải rời ngũ với cấp bậc Thiếu tướng. Vào năm 1897, ông được tặng Huân chương Vương miện hạng II kèm theo Thanh kiếm, rồi vào năm 1908 ông lãnh thưởng Huân chương Đại bàng Đỏ hạng II đính kèm Bó sồi. Bốn năm sau, ông từ trần vào tháng 4 năm 1912.

### Hoạt động chính trị
Trong một cuộc bầu cử phụ vào ngày 16 tháng 12 năm 1905, Krogsigk được bầu làm đại diện Đảng Bảo thủ Đức của Viện Đại biểu Phổ tại khu vực bầu cử Frankfurt/Oder 9 (các quận Luckau và Lübben), và giữ vai trò này cho đến khi mất năm 1912

## Gia quyến
Vào ngày 2 tháng 5 năm 1873, tại Lübben, Krosigk thành hôn với Margarete Anna Elise von Leyer (27 tháng 10 năm 1850 tại Simötzel – 17 tháng 6 năm 1910 tại Fürstenwalde). Cuộc hôn nhân này đã đem lại cho họ một người con:
- Karl Ernst (21 tháng 1 năm 1875 tại Lübben – 5 tháng 3 năm 1935 Wiesbaden), cựu Thiếu tá Sachsen